# المتقي الهندي
 	علاء الدين علي بن حسام الدين ابن قاضي خان القادري الشاذلي الهندي البرهانفوري ثم المدني فالمكي الشهير بالمتقي الهندي، (885 هـ - 975 هـ، 1480م - 1567م). فقيه حنفي ومحدث واعظ عالم عامل ورع. أصله من جونفور، ومولده في برهانفور من بلاد الدكن في الهند.علت مكانته عند السلطان محمود صاحب كجرات.
سكن المدينة المنورة وأقام في مكة المكرمة، وتوفي بها بعد مجاورة طويلة.

## من مؤلفاته
- كنز العمال في سنن الأقوال والأفعال.
- إرشاد العرفان وعبارة الإيمان.
- البرهان الجلي في معرفة الولي.
- الرَّق المرقوم في غايات العلوم.
- المواهب العلية في الجمع بين الحكم القرآنية والحديثية.
- جوامع الكلم في الواعظ والحكم.